# (39699) Ernestocorte
(39699) Ernestocorte est un astéroïde de la ceinture principale.

## Description
(39699) Ernestocorte est un astéroïde de la ceinture principale. Il fut découvert le 12 octobre 1996 à Pianoro par Vittorio Goretti. Il présente une orbite caractérisée par un demi-grand axe de 2,35 UA, une excentricité de 0,23 et une inclinaison de 2,3° par rapport à l'écliptique.

## Compléments